# Samuel Willenberg
Samuel Willenberg, född 16 februari 1923 i Częstochowa i Polen, död 19 februari 2016 i Udim i Israel, var en polsk skulptör, målare och förintelseöverlevare. Han var den sista överlevaren från det nazistiska förintelselägret Treblinka. Han flydde därifrån den 2 augusti 1943 och deltog året därpå i Warszawaupproret.

## Treblinka
I Treblinka fick han syssla med att sortera offrens ägodelar. Han kände vid ett tillfälle igen sina systrars kläder. Den 2 augusti 1943 gjorde internerna uppror och omkring 100 av dem lyckades fly till friheten. Willenberg var en av dessa.